# Dichterscollectief
Een dichterscollectief is een groep dichters die zich verenigt in een dichtgroep of poëziegroep. Soms sluiten de dichters zich bij elkaar aan omwille van overeenkomende literaire opvattingen, vaak is de groep geografisch van aard.
Een dichterscollectief kan literaire avonden organiseren, een gezamenlijke dichtbundel uitgeven, nieuw werk van elkaar becommentariëren, gelegenheidsgedichten verzorgen of betrokken zijn bij culturele evenementen in hun stad.
Bekende dichterscollectieven zijn of waren onder meer het Brusselse dichterscollectief, Dichterscollectief 2006, Triade en de Maximalen.

## Dichterscollectieven in Nederland
DichtclubDe Dichtclub werd opgericht in 2003 in Groningen en brengt elk jaar een gezamenlijke bundel uit. Leden zijn of waren onder meer Jan Glas, Ellen Deckwitz, Renée Luth en Rense Sinkgraven.
Dichterscollectief 2006Dit collectief in Amsterdam kwam in 2006 voort uit Literaire Uitgeverij De Beuk (Amsterdam, 1953). Leden waren onder meer Carla Dura, Anton Gerits, Jan Verhoef en Lou Vleughelhof.
GedichtenmakelaarEen dichtgroep uit Zwolle. Leden zijn of waren onder meer Dick Schlüter, Geke Mateboer en Wim Schluter.
Kunstgroep Lage LandenDeze landelijke kunstgroep omvat een filmgroep, theatergroep, muziekensemble, beeldendekunstgroep en een dichterscollectief. Ze gaven ook het tijdschrift MillenniuM (1993-1995) uit.
MaximalenDichterscollectief Maximalen (1988-1989) bestond uit onder anderen Pieter Boskma, Tom Lanoye, F. Starik en Joost Zwagerman. In 1988 gaf de groep de bloemlezing Maximaal! uit.
Niet Zwichten maar DichtenOpgericht in 2014 in Hengelo. Leden zijn onder meer Ingrid de Vos-Hommel en Isis Zengerink. De dichtgroep verzorgt optredens in onder meer bibliotheken.
TriadeOpgericht in 1990 in Groningen. De leden waren Ruben van Gogh, Jos Tolboom en Dirk Dijkstra. In 1992 verscheen een gezamenlijke bundel, Het omgelegde Eelderdiep.
Utrechts dichterscollectief IthakaDeze Utrechtse dichtgroep werd opgericht in 1998. Leden zijn of waren onder meer Roland Thijs, Arjan Braam en Rozemarijn van Leeuwen. De groep gaf twee gezamenlijke bundels uit: Onbekende havens (2002) en Zomermorgens (2012).
Utrechts StadsdichtersgildeHet Utrechts Stadsdichtersgilde werd in 2009 opgericht door Ingmar Heytze. Andere leden zijn of waren Vrouwkje Tuinman, Ellen Deckwitz en Onno Kosters. De groep gaf verschillende dichtbundels uit.

## Dichterscollectieven in België
Brussels dichterscollectiefDit meertalige collectief werd in 2009 opgericht door Peter Vermeersch en David Van Reybrouck. In 2009 gaf de dichtgroep De Europese grondwet in verzen uit, waaraan 50 Europese dichters meewerkten; de groep gaf meerdere bundels uit met gedichten voor straatdoden; en een eerbetoon aan de slachtoffers van de aanslagen in 2016.
DichterBijDichterBij, een poëzievereniging uit Turnhout, organiseert literaire avonden.
Dichters van VrijdagDit collectief verenigt dichters uit het poëziefonds van de Belgische Uitgeverij Vrijdag. Zij verzorgen in wisselende samenstellingen literaire avonden in België en Nederland. Leden zijn onder meer Karim Schelkens, Maarten Goethals, Kim Pauwels en Sylvie Marie.
MengmettaalMengmettaal, een dichtgroep rond Leuven, bestond van 1992 tot 2012. Leden waren onder meer Mark Meekers, Guido Cloet en Marcel Rademakers. De groep gaf bij de opheffing een gezamenlijke bundel uit, Sluitsteen.
Ontroerend GoedHet gezelschap Ontroerend Goed werd in 1994 opgericht als Gents dichterscollectief. Leden waren onder meer David Bauwens, Alexander Devriendt, Joeri Smet en Sophie De Somere. Ze maken ook theatervoorstellingen.
Het Venijnig GebroedDe dichtgroep is opgericht in Brugge in 1997. Leden zijn of waren onder anderen Frederik Lucien De Laere, Ann Slabbinck, Denis S.M. Vercruysse en Jan Wijffels. Ze treden op op literaire evenementen.

## Dichterscollectieven in andere landen
Barrow Poets
Deze groep werd opgericht in de jaren 1950 in Engeland en bestond uit dichters en folk-muzikanten. Leden waren onder meer Gerard Benson, Jim Parker, Christine Shotton en Cicely Smith. Ze gaven tussen 1963 to 1981 meerdere albums uit.
Dark Room Collective
Afrikaans-Amerikaans dichterscollectief, opgericht in 1988, dat schrijf-workshops organiseert.
Free Poets Collective
Opgericht in 2010 in Connecticut (Verenigde Staten). Organiseerde onder meer Spoken Word Series en internationale poëziefestivals. Projecten waren One Soldier One Poem en World Language Night.
New Peasant Poets
Groep Russische dichters van begin twintigste eeuw. Hiertoe behoorden onder meer Nikolai Klyuev, Sergei Yesenin en Sergei Klychkov.